# 이성서
이성서(李成瑞)는 고려 말기의 문신이다. 본관은 경주이며, 계림부 출신이다.

## 생애
충정왕 조에 밀직부사가 되고, 공민왕이 즉위하자 상서좌복야로 승차하였다. 곧바로 성절사로 원나라에 다녀왔으며, 돌아오자 동지밀직사사에 승진하고 다시 원나라에 사신으로 다녀왔다. 공민왕이 홍건적을 피하여 안동으로 파천했을 때에 양광도 도순문 겸병마사가 되어 군사를 징집하는데 큰 공을 세웠다. 흥왕의 변란 때에도 최영을 따라 적을 토벌하여 공을 세웠다. 이에 삼사우사가 되고 첨병보좌공신, 흥왕토적공신 1등에 책록되었다. 그 후 원나라에 하정사로 가서 태위감대경에 제수되었고, 노국대장공주 사후 공민왕이 무리하게 재정을 지출하자 재상으로서 이를 막았다. 이후 원나라의 한림학사승지 기전룡의 첩과 사통하였다는 이유로 사헌부로부터 탄핵당해 파직되었다. 그러나 공민왕의 배려로 죄를 받지 않고 도리어 월성군(月城君)에 봉군되었다. 우왕 5년(1379년)에 죽었다. 시호는 공간(恭簡)이다.

## 참고 문헌
- 고려사(高麗史), 고려사절요(高麗史節要), 동경잡기(東京雜記).